# Joacim Rocklöv
Per Joacim Gustav Rocklöv, född den 29 oktober 1979 är en svensk professor i epidemiologi och folkhälsovetenskap vid institutionen för folkhälsa och klinisk medicin vid Umeå universitet.

## Biografi
Rocklöv disputerade 2010 på en avhandling om inverkan av omgivande temperatur på dödsfall och intagning av patienter på sjukhus. Doktorandarbetet lade grunden för det som senare kom att utvecklas till SMHI:s varningar för höga temperaturer. Rocklöv beskrev där även för första gången samspelet mellan dödligheten i influensa under vintern och kommande säsongs dödlighet till följd av höga temperaturer.
Efter doktorandarbetet har Rocklöv framförallt studerat hur infektioner, speciellt virus som sprids av myggor, och hur dess utbrottsdynamik beror på klimatets variation, men även hur dessa sjukdomar kan tänkas förändras i sin utbredning och epidemiska mönster till följd av ett varmare klimat. Rocklövs forskargrupp undersöker hur olika bakomliggande faktorer interagerar och påverkar framväxt och tillväxt av olika infektionssjukdomar genom att integrera data från olika domäner, inklusive epidemiologi, ekologi, klimat, och socioekonomi.
Rocklöv arbetar (2021) som forskningsledare, epidemiolog och statistiker och forskar framförallt om klimatförändringarnas inverkan på hälsa. Han har bidragit till flera rapporter från FN:s klimatpanel och WHO, och är en av koordinatorerna av den andra arbetsgruppen inom Lancet countdown 2030-projektet om klimatförändringar och hälsa. Han är även koordinator för hälsosektorn i det stora internationella projektet ISIMIP.
Rocklöv har genomfört och redovisat analyser som gett prediktioner av möjliga utfall av Corona-pandemin 2020. Han har deltagit i debatter och diskuterat lämpliga motåtgärder, och betonade tidigt behovet av social distansering. Rocklöv var tidigt ute med att studera COVID-19 pandemin och har publicerat många vetenskapliga artiklar som uppmärksammats internationellt.
Rocklövs vetenskapliga publicering har (2023) enligt Google Scholar över 24 000 citeringar och ett h-index på 64.

## Priser och utmärkelser
- 2012 – Umeå kommuns och Umeå universitetspris för miljöforskning.[19]
- 2019 – Prins Albert II av Monacos pris för forskning om klimat-, miljöförändringar och infektionssjukdomar.[20]
- 2021 – Tilldelad Alexander Humboldt Professur vid universitetet i Heidelberg med inriktning mot infektioner, klimatförändringar och artificiell intelligens.[21]